# Liste der Internationalen Meister (Verleihung 1958)

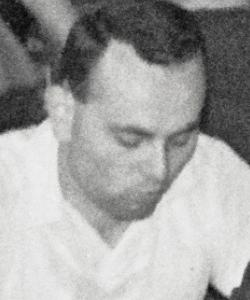
Lajos Portisch nahm als erster Spieler an 20 Schacholympiaden teil.

Die Liste der Internationalen Meister des Jahres 1958 führt alle Schachspieler auf, die im Jahr 1958 vom Weltschachbund FIDE den Titel Internationaler Meister erhalten haben. Die Verleihung erfolgte wie in den Vorjahren auf Basis von herausragenden Turnier- und Wettkampfergebnissen der jeweiligen Spieler.
Im Mai 2018 waren mit Lajos Portisch und James Sherwin noch zwei der damals vier geehrten Spieler am Leben. Drei der vier Spieler erreichten später den Großmeistertitel.

## Legende
Die Tabelle enthält folgende Angaben:
- Name: Nennt den Namen des Spielers.
- Land: Nennt das Land, für das der Spieler 1958 spielberechtigt war.
- Lebensdaten: Nennt das Geburtsjahr und gegebenenfalls das Sterbejahr des Spielers.
- GM: Gibt für Spieler, die später zum Großmeister ernannt wurden, das Jahr der Verleihung an.
- weitere Verbände: Gibt für Spieler, die früher oder später für mindestens einen anderen Verband spielberechtigt waren, diese Verbände mit den Zeiträumen der Spielberechtigung (sofern bekannt) an.

## Liste
| Name              | Land               | Lebensdaten | GM   | weitere Verbände    |
| ----------------- | ------------------ | ----------- | ---- | ------------------- |
| István Bilek      | Ungarn             | 1932–2010   | 1962 |                     |
| Lajos Portisch    | Ungarn             | 1937        | 1961 |                     |
| James Sherwin     | Vereinigte Staaten | 1933        |      | England (seit 2025) |
| Jewgeni Wassjukow | Sowjetunion        | 1933–2018   | 1961 | Russland (ab 1992)  |